# 长江路隧道
长江路隧道，是上海黄浦江上的一座公路隧道，位于宝山区和浦东新区境内，该工程在宝山区接长江西路，在浦东新区接港城路。本工程主要由地下越江隧道与地面接线道路组成。工程推荐线路起于浦西长江西路郝家港桥以东，沿长江西路向东分别下穿上钢一厂铁路专用线、军工路、轨道交通3号线高架、逸仙路高架，于东海船厂修船码头处越江，浦东接规划的港城路，路线终点止于规划的双江路交叉口。还在浦西段设一对进出口匝道连接军工路。本工程采用盾构法双管单层双向六车道，接线道路为双向八车道的建设规模。长江西路越江工程隧道分为南线和北线。工程隧道主线总长2532m(以北线隧道计)，在浦西军工路设置一对匝道，进口匝道为单车道+紧急停车带，其长度为439.951m，出口匝道为双车道，其长度为640m。工程地面道路分浦西和浦东两部分，浦西地面道路长江西路全长927m，起于郝桥港以东，止于长江西路逸仙路交叉口；浦西军工路全长约625m，起于逸仙路交叉口，止于长江西路军工路交叉口；浦东港城路全长约2761m，起于浦东江心沙路，止于港城路—双江路交叉口。本工程隧道采用双向四～六车道城市主干道标准，主线设计车速60km/h，匝道设计车速35km/h。本工程地面道路港城路及长江西路主线设计车速60km/h，军工路设计车速40km/h。
2016年9月10日，长江路隧道试通车，但在11月18日前所有货车禁止通过此隧道。